# Tilly Münninghoff-van Vliet
Mathilda Jacoba (Tilly) Münninghoff-van Vliet, (Amsterdam, 27 november 1879 – Oosterbeek, 29 december 1960) was een Nederlands schilder en tekenaar.

## Leven en werk
Tilly van Vliet was een dochter van boekhandelaar Pieter Johannes van Vliet en Elisabeth Louiza Adelaida Dumans. Ze werd opgeleid aan de Academie van beeldende kunsten in Den Haag (ca. 1895-1900), onder Frits Jansen, waar ze haar onderwijsakte haalde. Ze kreeg later nog les van de schilder J.A. van Schooten. Van Vliet schilderde vooral (bloem)stillevens en portretten.
In 1906 trouwde Van Vliet met Xeno Münninghoff (1873-1944), schilder en directeur van de gemeente-tekenscholen in Renkum en Oosterbeek. Ze hadden bij hun huis elk een eigen atelier.  In 1936 schilderde ze een portret van August Falise, dat door vrienden van de beeldhouwer werd geschonken aan de Koninklijke School voor Kunst, Techniek en Ambacht in Den Bosch.
Het echtpaar Münninghof was lid van de Renkumse kunstvereniging Pictura Veluvensis en de Arnhemse vereniging Artibus Sacrum, in de jaren 50 sloot Münninghof-van Vliet zich aan bij de Oosterbeekse kunstenaarsverenigingen Rhijn-Ouwe en Punt 62. Ze exposeerde meerdere malen, onder andere samen met haar man. In 1960 werd bij Rhijn-Ouwe een eretentoonstelling gehouden voor Münninghof-van Vliet; er werden 22 werken van haar getoond, waaronder portretten van haar man en Tony de Ridder. De schilderes overleed later dat jaar, op 81-jarige leeftijd. Ze werd begraven bij haar man, op de oude begraafplaats aan de Fangmanweg in Oosterbeek.
- Biografisch Portaal: 74514551
- RKD-Nederlands Instituut voor Kunstgeschiedenis: 81491